# Боцањевци
Боцањевци су насељено место у саставу града Белишћа у Осјечко-барањској жупанији, Република Хрватска.

## Историја
До територијалне реорганизације у Хрватској налазили су се у саставу старе општине Валпово.

## Становништво
На попису становништва 2011. године, Боцањевци су имали 457 становника.

## Попис1991.
На попису становништва 1991. године, насељено место Боцањевци је имало 564 становника, следећег националног састава:
| Попис 1991.‍  | Попис 1991.‍  | Попис 1991.‍ | Попис 1991.‍ | Попис 1991.‍ |
| ------------ | ------------ | ----------- | ----------- | ----------- |
|              |              |             |             |             |
| Хрвати       | Хрвати       |             | 548         | 97,16%      |
| Роми         | Роми         |             | 7           | 1,24%       |
| Југословени  | Југословени  |             | 2           | 0,35%       |
| Срби         | Срби         |             | 1           | 0,17%       |
| неопредељени | неопредељени |             | 4           | 0,70%       |
| непознато    | непознато    |             | 2           | 0,35%       |
| укупно: 564  |              |             |             |             |